# Damernas 400 meter vid världsmästerskapen i friidrott 2022
Damernas 400 meter vid världsmästerskapen i friidrott 2022 avgjordes mellan den 17 och 22 juli 2022 på Hayward Field i Eugene i USA.
Bahamanska Shaunae Miller-Uibo tog guld efter ett lopp på världsårsbästat 49,11 sekunder. Silvret togs av dominikanska Marileidy Paulino som tog mästerskapets andra medalj efter ett lopp på 49,60 sekunder. Bronset togs av barbadiska Sada Williams som förbättrade sitt eget nationsrekord till 49,75 sekunder.

## Rekord
Innan tävlingens start fanns följande rekord:
| Rekord                                         | Idrottare                   | Tid   | Plats                | Datum           |
| ---------------------------------------------- | --------------------------- | ----- | -------------------- | --------------- |
| Världsrekord                                   | Marita Koch (GDR)           | 47,60 | Canberra, Australien | 6 oktober 1985  |
| Mästerskapsrekord                              | Jarmila Kratochvílová (TCH) | 47,99 | Helsingfors, Finland | 10 augusti 1983 |
| Världsårsbästa                                 | Marileidy Paulino (DOM)     | 49,49 | La Nucia, Spanien    | 21 maj 2022     |
| Afrikanskt rekord                              | Falilat Ogunkoya (NGR)      | 49,10 | Atlanta, USA         | 29 juli 1996    |
| Asiatiskt rekord                               | Salwa Eid Naser (BHR)       | 48,14 | Doha, Qatar          | 3 oktober 2019  |
| Nord-, centralamerikanskt och karibiskt rekord | Shaunae Miller-Uibo (BAH)   | 48,36 | Tokyo, Japan         | 6 augusti 2021  |
| Sydamerikanskt rekord                          | Ximena Restrepo (COL)       | 49,64 | Barcelona, Spanien   | 5 augusti 1992  |
| Europeiskt rekord                              | Marita Koch (GDR)           | 47,60 | Canberra, Australien | 6 oktober 1985  |
| Oceaniskt rekord                               | Cathy Freeman (AUS)         | 48,63 | Atlanta, USA         | 29 juli 1996    |

## Program
Alla tider är lokal tid (UTC−7).
| Datum   | Tid   | Omgång      |
| ------- | ----- | ----------- |
| 17 juli | 12:00 | Försöksheat |
| 20 juli | 18:45 | Semifinaler |
| 22 juli | 19:15 | Final       |

## Resultat

### Försöksheat
De tre första i varje heat 0Q0 samt de sex snabbaste tiderna 0q0 kvalificerade sig för semifinalerna.
| Placering | Heat | Namn                      | Nationalitet            | Tid   | Noteringar |
| --------- | ---- | ------------------------- | ----------------------- | ----- | ---------- |
| 1         | 2    | Stephenie Ann McPherson   | Jamaica                 | 50,15 | 0Q0, 0SB0  |
| 2         | 2    | Natalia Kaczmarek         | Polen                   | 50,21 | 0Q0        |
| 3         | 2    | Lieke Klaver              | Nederländerna           | 50,24 | 0Q0, 0NR0  |
| 4         | 6    | Anna Kiełbasińska         | Polen                   | 50,63 | 0Q0        |
| 5         | 4    | Marileidy Paulino         | Dominikanska republiken | 50,76 | 0Q0        |
| 6         | 6    | Candice McLeod            | Jamaica                 | 50,78 | 0Q0        |
| 7         | 3    | Sada Williams             | Barbados                | 51,05 | 0Q0        |
| 8         | 6    | Victoria Ohuruogu         | Storbritannien          | 51,07 | 0Q0        |
| 9         | 1    | Shaunae Miller-Uibo       | Bahamas                 | 51,10 | 0Q0        |
| 10        | 2    | Nicole Yeargin            | Storbritannien          | 51,17 | 0q0, 0SB0  |
| 11        | 5    | Fiordaliza Cofil          | Dominikanska republiken | 51,19 | 0Q0        |
| 12        | 3    | Modesta Justė Morauskaitė | Litauen                 | 51,27 | 0Q0        |
| 13        | 3    | Ama Pipi                  | Storbritannien          | 51,32 | 0Q0        |
| 14        | 5    | Talitha Diggs             | USA                     | 51,54 | 0Q0        |
| 15        | 2    | Cátia Azevedo             | Portugal                | 51,55 | 0q0        |
| 16        | 6    | Lada Vondrová             | Tjeckien                | 51,55 | 0q0        |
| 17        | 4    | Rhasidat Adeleke          | Irland                  | 51,59 | 0Q0        |
| 18        | 4    | Lynna Irby                | USA                     | 51,78 | 0Q0        |
| 19        | 3    | Charokee Young            | Jamaica                 | 51,84 | 0q0        |
| 20        | 5    | Roxana Gómez              | Kuba                    | 51,85 | 0Q0        |
| 21        | 1    | Aliyah Abrams             | Guyana                  | 51,98 | 0Q0        |
| 22        | 1    | Gabby Scott               | Puerto Rico             | 52,05 | 0Q0        |
| 23        | 2    | Tábata de Carvalho        | Brasilien               | 52,17 | 0q0        |
| 24        | 1    | Susanne Walli             | Österrike               | 52,18 | 0q0        |
| 25        | 4    | Gunta Vaičule             | Lettland                | 52,21 |            |
| 26        | 3    | Sophie Becker             | Irland                  | 52,24 |            |
| 27        | 1    | Paola Morán               | Mexiko                  | 52,28 |            |
| 28        | 6    | Natassha McDonald         | Kanada                  | 52,41 |            |
| 29        | 4    | Lauren Gale               | Kanada                  | 52,46 |            |
| 30        | 1    | Kendall Ellis             | USA                     | 52,55 |            |
| 31        | 3    | Camille Laus              | Belgien                 | 52,56 |            |
| 32        | 3    | Eveline Saalberg          | Nederländerna           | 52,59 |            |
| 33        | 4    | Anita Horvat              | Slovenien               | 52,67 |            |
| 34        | 5    | Alice Mangione            | Italien                 | 52,72 |            |
| 35        | 6    | Tiffani Marinho           | Brasilien               | 52,80 |            |
| 36        | 4    | Imaobong Nse Uko          | Nigeria                 | 52,80 |            |
| 37        | 2    | Niddy Mingilishi          | Zambia                  | 52,84 |            |
| 38        | 5    | Silke Lemmens             | Schweiz                 | 52,86 |            |
| 39        | 5    | Aiyanna Stiverne          | Kanada                  | 53,07 |            |
| 40        | 5    | Naomi Van Den Broeck      | Belgien                 | 53,16 |            |
| 41        | 1    | Miranda Coetzee           | Sydafrika               | 53,30 |            |
| 42        | 6    | Shereen Vallabouy         | Malaysia                | 53,57 |            |
| 43        | 6    | Rosie Elliott             | Nya Zeeland             | 54,92 |            |

### Semifinaler
De två första i varje heat 0Q0 samt de två snabbaste tiderna 0q0 kvalificerade sig för finalen.
| Placering | Heat | Namn                      | Nationalitet            | Tid   | Noteringar |
| --------- | ---- | ------------------------- | ----------------------- | ----- | ---------- |
| 1         | 1    | Shaunae Miller-Uibo       | Bahamas                 | 49,55 | 0Q0, 0SB0  |
| 2         | 3    | Marileidy Paulino         | Dominikanska republiken | 49,98 | 0Q0        |
| 3         | 1    | Candice McLeod            | Jamaica                 | 50,05 | 0Q0, 0SB0  |
| 4         | 3    | Sada Williams             | Barbados                | 50,12 | 0Q0, 0SB0  |
| 5         | 2    | Fiordaliza Cofil          | Dominikanska republiken | 50,14 | 0Q0, 0PB0  |
| 6         | 2    | Lieke Klaver              | Nederländerna           | 50,18 | 0Q0, 0NR0  |
| 7         | 2    | Stephenie Ann McPherson   | Jamaica                 | 50,56 | 0q0        |
| 8         | 1    | Anna Kiełbasińska         | Polen                   | 50,65 | 0q0        |
| 9         | 1    | Rhasidat Adeleke          | Irland                  | 50,81 |            |
| 10        | 3    | Talitha Diggs             | USA                     | 50,84 |            |
| 11        | 1    | Victoria Ohuruogu         | Storbritannien          | 50,99 | 0PB0       |
| 12        | 1    | Lynna Irby                | USA                     | 51,00 |            |
| 13        | 3    | Roxana Gómez              | Kuba                    | 51,12 |            |
| 14        | 2    | Nicole Yeargin            | Storbritannien          | 51,22 |            |
| 15        | 2    | Natalia Kaczmarek         | Polen                   | 51,34 |            |
| 16        | 3    | Charokee Young            | Jamaica                 | 51,41 |            |
| 17        | 3    | Lada Vondrová             | Tjeckien                | 51,47 |            |
| 18        | 2    | Aliyah Abrams             | Guyana                  | 51,79 |            |
| 19        | 1    | Cátia Azevedo             | Portugal                | 51,79 |            |
| 20        | 2    | Gabby Scott               | Puerto Rico             | 51,97 |            |
| 21        | 3    | Modesta Justė Morauskaitė | Litauen                 | 52,19 |            |
| 22        | 3    | Ama Pipi                  | Storbritannien          | 52,28 |            |
| 23        | 2    | Susanne Walli             | Österrike               | 52,37 |            |
| 24        | 1    | Tábata de Carvalho        | Brasilien               | 52,42 |            |

### Final
Finalen startade den 22 juli klockan 19:15.
| Placering | Namn                    | Nationalitet            | Tid   | Noteringar |
| --------- | ----------------------- | ----------------------- | ----- | ---------- |
| 1         | Shaunae Miller-Uibo     | Bahamas                 | 49,11 | 0VB0       |
| 2         | Marileidy Paulino       | Dominikanska republiken | 49,60 |            |
| 3         | Sada Williams           | Barbados                | 49,75 | 0NR0       |
| 4         | Lieke Klaver            | Nederländerna           | 50,33 |            |
| 5         | Stephenie Ann McPherson | Jamaica                 | 50,36 |            |
| 6         | Fiordaliza Cofil        | Dominikanska republiken | 50,57 |            |
| 7         | Candice McLeod          | Jamaica                 | 50,78 |            |
| 8         | Anna Kiełbasińska       | Polen                   | 50,81 |            |